# 托帕盧鄉
44°33′0″N 28°3′0″E / 44.55000°N 28.05000°E
托帕盧鄉（羅馬尼亞語：Comuna Topalu, Constanța），是羅馬尼亞的鄉份，位於該國西南部，由康斯坦察縣負責管轄，面積79平方公里，海拔高度73米，2007年人口1,831，人口密度每平方公里23人。